# Coulee Dam
Coulee Dam az Amerikai Egyesült Államok északnyugati részén, Washington állam Douglas, Grant és Okanogan megyéiben elhelyezkedő város. A 2010. évi népszámlálási adatok alapján 1098 lakosa van.
A Columbia folyó és a Roosevelt-víztározó mentén fekvő Coulee Dam a Roosevelt-tavi Nemzeti Pihenőövezet székhelye, valamint itt található a világ egyik legnagyobb, 70 méter magas és 9,2 millió köbméter térfogatú mesterséges homokdűnéje.

## Történet
Coulee Damet az USA fejlesztési ügynöksége 1933-ban hozta létre a Grand Coulee-gát építésén dolgozók elszállásolására. Az Okanogan megyei rész Mason City néven a fővállalkozó székhelye volt, míg a Grant és Douglas megyei részek Engineers Town néven kormányzati tulajdonban álltak. 1942-ben felbontották a szerződést, ezután Mason City beolvadt Engineers Townba. 1957 és 1959 között a kormányzat az összes telket kiárusította. Coulee Dam 1959. február 26-án kapott városi rangot.

## Éghajlat
A város éghajlata meleg nyári kontinentális (a Köppen-skála szerint Dfb).
| Hónap                         | Jan.  | Feb.  | Már.  | Ápr. | Máj. | Jún. | Júl. | Aug. | Szep. | Okt.  | Nov.  | Dec.  | Év    |
| ----------------------------- | ----- | ----- | ----- | ---- | ---- | ---- | ---- | ---- | ----- | ----- | ----- | ----- | ----- |
| Rekord max. hőmérséklet (°C)  | 16,1  | 16,1  | 22,8  | 32,8 | 37,8 | 41,1 | 45,0 | 43,3 | 40,0  | 32,2  | 20,6  | 14,4  | 45,0  |
| Átlagos max. hőmérséklet (°C) | 0,6   | 4,4   | 11,1  | 16,1 | 21,1 | 25,6 | 30,6 | 30,6 | 25,0  | 16,1  | 6,1   | 0,0   | 15,7  |
| Átlagos min. hőmérséklet (°C) | −5,0  | −3,9  | −0,6  | 2,8  | 7,2  | 10,6 | 14,4 | 13,9 | 9,4   | 3,9   | −1,1  | −5,6  | 3,9   |
| Rekord min. hőmérséklet (°C)  | −27,2 | −26,1 | −18,0 | −6,7 | −6,1 | 2,2  | 2,8  | 0,0  | −15,0 | −13,9 | −23,3 | −26,7 | −27,2 |
| Átl. csapadékmennyiség (mm)   | 27    | 25    | 23    | 22   | 29   | 27   | 16   | 7    | 11    | 17    | 33    | 37    | 274   |
| Forrás: The Weather Channel   |       |       |       |      |      |      |      |      |       |       |       |       |       |

## Népesség
A 2010-es népszámláláskor a városnak 1098 lakója, 459 háztartása és 301 családja volt. A népsűrűség 595,5 fő/km2. A lakóegységek száma 534, sűrűségük 288,7 db/km2. A lakosok 55%-a fehér, 0,5%-a afroamerikai, 35,5%-a indián, 0,7%-a ázsiai,  2,4%-a egyéb, 5,9%-a pedig kettő vagy több etnikumú. A spanyol vagy latino származásúak aránya 6,7% (4,6% mexikói,   2,2% egyéb spanyol vagy latino származású.)
A háztartások 26,4%-ában élt 18 évnél fiatalabb. 42,9% házas, 15,7% egyedülálló nő, 7% egyedülálló férfi, 34,4% pedig nem család. 30,5% egyedül élt; 12,9%-uk 65 éves vagy idősebb. Egy háztartásban átlagosan 2,39 személy élt; a családok átlagmérete 2,93 fő.
A medián életkor 41,6 év volt. A város lakóinak 24,8%-a 18 évesnél fiatalabb, 5,7% 18 és 24 év közötti, 23,1%-uk 25 és 44 év közötti, 28,8%-uk 45 és 64 év közötti, 17,5%-uk pedig 65 éves vagy idősebb. A lakosok 49,9%-a férfi, 50,1%-a pedig nő.

## Nevezetes lakosai
- Itt született Lawrence Colburn, egyike annak a három katonának, akik megpróbálták megakadályozni a Mỹ Lai-i mészárlást, ezen tettéért később Soldier's Medal kitüntetést kapott.[12]

## Fordítás
Ez a szócikk részben vagy egészben  a   Coulee Dam, Washington című angol Wikipédia-szócikk ezen változatának fordításán alapul.  Az eredeti cikk szerkesztőit annak laptörténete sorolja fel. Ez a jelzés csupán a megfogalmazás eredetét és a szerzői jogokat jelzi, nem szolgál a cikkben szereplő információk forrásmegjelöléseként.